# Anaconda (bài hát)
Anaconda là một bài hát của rapper người Mỹ gốc Trinidad Nicki Minaj, nằm trong album phòng thu thứ ba của cô, The Pinkprint (2014). Nó được phát hành vào ngày 4 tháng 8 năm 2014 bởi Young Money Entertainment, Cash Money Records, và Republic Records như là đĩa đơn thứ hai trích từ album. "Anaconda" do Polow da Don, Anonymous và Da Internz tham gia sản xuất, sử dụng đoạn nhạc mẫu từ bài hát "Baby Got Back" của Sir Mix-a-Lot.
Sau khi phát hành, "Anaconda" nhận được những phản ứng tích cực từ các nhà phê bình âm nhạc, trong đó họ đánh giá cao khâu sản xuất của bài hát cũng như việc Minaj trở lại với dòng nhạc hip-hop sở trường. Về mặt thương mại, nó đạt được nhiều thành công trên các bảng xếp hạng khắp thế giới, bao gồm vị trí thứ 2 trên Billboard Hot 100, trở thành đĩa đơn có thứ hạng cao nhất của cô tại Mỹ tính đến nay, và trụ vững ở top 10 trong 8 tuần liên tiếp. Ngoài ra, bài hát cũng lọt vào top 10 tại Úc, Canada, Ireland, New Zealand và Vương quốc Anh.
Video ca nhạc của "Anaconda" do Colin Tilley làm đạo diễn được ra mắt vào ngày 19 tháng 8 năm 2014, với sự tham gia góp mặt của rapper Drake. Sau đó, nó đã phá vỡ kỷ lục Video có lượt xem nhiều nhất trong 24 giờ đầu phát hành trên Vevo với 19.6 triệu lượt xem trong ngày đầu, trước khi bị "Bad Blood" của Taylor Swift phá vỡ vào năm 2015. Để quảng bá bài hát, Minaj biểu diễn trực tiếp "Anaconda" tại lễ trao giải Video âm nhạc của MTV 2014 cũng như tại Fashion Rocks và iHeartRadio Music Festival. Nó nhận được một đề cử cho Bài hát Rap xuất sắc nhất tại giải Grammy lần thứ 57, và hai đề cử cho Video xuất sắc nhất của nữ ca sĩ và Video Hip-Hop xuất sắc nhất tại giải Video âm nhạc của MTV 2015.

## Danh sách bài hát
- Tải kĩ thuật số

1. "Anaconda" – 4:20

## Thành phần tham gia
Thu âm
- Thu âm tại Glenwood Recording Studios, Burbank, California

Thành phần tham gia
- Sáng tác – Onika Maraj, Jamal Jones, Jonathan Solone-Myvett, Ernest Clark, Marcos Palacios, Anthony Ray
- Sản xuất – Polow da Don, Anonymous
- Đồng sản xuất – Da Internz
- Chịu trách nhiệm thu âm – Aubry "Big Juice" Delaine
- Mix – Jaycen Joshua
- Mix – assistant Ryan Kaul
- Master – Chris Athens

## Xếp hạng và chứng nhận
| Bảng xếp hạng (2014)                     | Vị trí cao nhất |
| ---------------------------------------- | --------------- |
| Áo (Ö3 Austria Top 40)                   | 36              |
| Bỉ (Ultratop 50 Flanders)                | 22              |
| Bỉ Urban (Ultratop Flanders)             | 3               |
| Bỉ (Ultratop 50 Wallonia)                | 33              |
| Bồ Đào Nha (AFP)                         | 39              |
| Canada (Canadian Hot 100)                | 3               |
| Cộng hòa Séc (Singles Digitál Top 100)   | 47              |
| Croatia (Croatian Airplay Radio Chart)   | 53              |
| Đan Mạch (Tracklisten)                   | 37              |
| Đức (GfK)                                | 48              |
| Ireland (IRMA)                           | 10              |
| Hà Lan (Dutch Top 40)                    | 30              |
| Hàn Quốc (Gaon Download Chart)           | 80              |
| New Zealand (Recorded Music NZ)          | 9               |
| Pháp (SNEP)                              | 38              |
| Phần Lan (Suomen virallinen lista)       | 26              |
| Scotland (OCC)                           | 2               |
| Slovakia (Singles Digitál Top 100)       | 29              |
| Tây Ban Nha (PROMUSICAE)                 | 38              |
| Thụy Điển (Sverigetopplistan)            | 30              |
| Thụy Sĩ (Schweizer Hitparade)            | 55              |
| Úc (ARIA)                                | 8               |
| Úc Urban (ARIA)                          | 1               |
| Ý (FIMI)                                 | 52              |
| Anh Quốc (OCC)                           | 3               |
| Anh Quốc R&B (OCC)                       | 1               |
| Hoa Kỳ Billboard Hot 100                 | 2               |
| Hoa Kỳ Hot R&B/Hip-Hop Songs (Billboard) | 1               |
| Hoa Kỳ Dance Club Songs (Billboard)      | 22              |
| Hoa Kỳ Pop Airplay (Billboard)           | 21              |
| Hoa Kỳ Rhythmic (Billboard)              | 4               |

| Bảng xếp hạng (2014)      | Vị trí |
| ------------------------- | ------ |
| Canada (Canadian Hot 100) | 48     |
| Hoa Kỳ Billboard Hot 100  | 36     |
| Úc (ARIA)                 | 62     |

| Quốc gia | Chứng nhận  | Số đơn vị/doanh số chứng nhận |
| --- | ----------- | ----------------------------- |
| Anh Quốc (BPI) | Bạc         | 200.000‡                      |
| Hoa Kỳ (RIAA) | 2× Bạch kim | 2.000.000‡                    |
| Na Uy (IFPI) | Vàng        | 5.000*                        |
| New Zealand (RMNZ) | Vàng        | 7.500*                        |
| Thụy Điển (GLF) | Vàng        | 10.000‡                       |
| Úc (ARIA) | Bạch kim    | 70.000^                       |
| * Chứng nhận dựa theo doanh số tiêu thụ. ^ Chứng nhận dựa theo doanh số nhập hàng. ‡ Chứng nhận dựa theo doanh số tiêu thụ và phát trực tuyến. |             |                               |

## Lịch sử phát hành
| Nước           | Ngày                | Định dạng             | Nhãn                                                          |
| -------------- | ------------------- | --------------------- | ------------------------------------------------------------- |
| Toàn cầu       | 4 tháng 8 năm 2014  | Tải kĩ thuật số       | Young Money Entertainment Cash Money Records Republic Records |
| Mỹ             | 12 tháng 8 năm 2014 | Hit radio đương đại   | Young Money Entertainment Cash Money Records Republic Records |
| Mỹ             | 12 tháng 8 năm 2014 | Rhythmic contemporary | Young Money Entertainment Cash Money Records Republic Records |
| Vương quốc Anh | 5 tháng 10 năm 2014 | Digital download      | Young Money Entertainment Cash Money Records Republic Records |